# Club-Mate
Club-Mate (tysk udtale: [ˈklʊp ˈmaːtə] ) er en koffein- og kulsyreholdig drik baseret på mate-ekstrakt brygget af Brauerei Loscher i nærheden af Münchsteinach, Tyskland. Drikken stammer fra 1924. Club-Mate indeholder 20 mg koffein per 100 ml. 
Club-Mate findes i 0,33 og 0,5 liter flasker.